# Svensk skräcklitteratur
Svensk skräcklitteratur är ett litteraturhistoriskt verk av den svenske författaren Mattias Fyhr. Det första av två planerade band gavs ut 2017 och behandlar svensk skräcklitteratur från medeltiden till mitten av 1800-talet.

## Mottagande
Sören Josefsson recenserade det första bandet i Jönköpings-Posten i maj 2017 och noterade att det ännu inte hade uppmärksammats från akademiskt håll, och spekulerade att detta berodde på "den finkulturella arrogans som författaren menar är typisk för akademins förhållande till skräcklitteraturen." Josefsson beskrev sig som "nyfiken på om [Fyhr] kan få mig verkligt intresserad av genren och om hans språkliga spänst finns kvar också i lite tyngre vetenskapliga texter som denna", och skrev att "svaret på den sista frågan är i stort sett ja". Ulrika Knutson på Göteborgs-Posten skrev att Fyhr "är fantastisk på att snoka upp samtidsbelägg på skräck i för länge sedan döda broschyrer, däremot är han inte alltid övertygande i diktanalys". Håkan Sandell på Retrogarde.org kallade det första bandet för "det mest geniala svenska bokverk jag tagit del av under året", och noterade att genrestudien "här som ofta förut [ger] en köksingång till hela kulturhistorien, och kastar nytt ljus även över en allmän svensk litteraturhistoria".